# North Shields
North Shields ist eine Stadt im Nordosten Englands mit 10.562 Einwohnern. Sie liegt am Nordufer des River Tyne an der Nordsee. Sie liegt 13 km nordöstlich von Newcastle upon Tyne und grenzt an die nahe gelegenen Orte Wallsend und Tynemouth.

## Söhne und Töchter des Ortes
- Frank Atkinson (um 1904– nach 1928), Fußballspieler
- Lucy Beecroft (* 1996), Squashspielerin
- Byrom Bramwell (1847–1931), Pathologe
- Tommy Brown (1926–1945), Marinesoldat
- Sam Fender (* 1994), Sänger und Songwriter
- Edwin Hurry Fenwick (1856–1944), Urologe
- Myles Birket Foster (1825–1899), Zeichner
- Stephen Graham (* 1965), Stadtforscher und Geograph
- Alan Grenyer (1892–1953), Fußballspieler
- Dennis Kirkland (1942–2006), Fernseh-Produzent und Regisseur
- Sean Longstaff (* 1997), Fußballspieler
- Paul Mason (* 1962), katholischer Geistlicher, Militärbischof von Großbritannien
- Thomas McIntosh (1762–unbekannt), Seemann auf dem britischen Segelschiff Bounty
- Ryan Molloy (* 1976), Sänger und Songwriter
- Kirpal Nandra (* 1966), Astrophysiker
- Tim Palmer (* 1962), Musikproduzent, Toningenieur und Musiker
- David G. Robinson (1947–2024), Zellbiologe
- Jimmy Scarth (1926–2000), Fußballspieler
- Tony Scott (1944–2012), Filmregisseur und Filmproduzent
- Neil Tennant (* 1954), Musiker und Musikjournalist
- Hilton Valentine (1943–2021), Gitarrist
- Steve Watson (* 1974), Fußballspieler
- Wesley Woolhouse (1809–1893), Versicherungsmathematiker
- Alan Young (1919–2016), Schauspieler